# Gritando HC
Gritando HC foi formado oficialmente em 1995, mas desde 1992 já estavam criando os primeiros acordes nas garagens dos amigos, como já é de fato uma tradição das bandas vinculadas ao mundo do Rock, com o inspirador principal Donald junto com a Lê e algum tempo depois o Ritchie, baixista da banda..  Sempre em busca de seus ideais e lutando contra as dificuldades habituais de uma banda independente, mas nunca deixando essas dificuldades abater, muito contrário disso, as dificuldades sempre foram vistas como superação e cada vez mais o Gritando HC se fortificava e com muita personalidade foram marcando e registrando a sua história no underground paulistano, o resultado da dedicação do Gritando HC foram as quase 1000 demo-tapes vendidas.

## História
Formada em 1992, a Banda gravou uma demo-tape com quase 1000 unidades vendidas. Em 1996, entra  o Guitarrista Renato Fonseca, que juntamente com a banda, gravou em 1997, o primeiro cd da banda,  Gritando HC, com as musicas da demo-tape e algumas musicas a mais, compostas pelo Renato Fonseca e Marcelo (Donald), entre elas as musicas Libertar Nossas Correntes, Quero ser Punk com Você, Velho Punk e Hino do Álcool . Em 2000, foi gravado o cd Ande de Skate e Destrua. a maioria das letras e musicas foram feitas pelo Donald e Renato. Ja foram ate chamados de Lennon e Mcartney do punk. A musica Parvos trouxe no vocal o guitarrista Renato, que fez a letra e musica deste som. 
Em 11 de setembro de 2001, a banda sofre um duro golpe, morre o vocalista Donald. Mas a banda continua com o Renato e Le nos vocais.
Em 2003, já sem o Donald nos vocais, a banda grava um cd ao vivo,  no Hangar 110. Uma das musicas do Cd, Dias de Chuva,  o guitarrista (e agora vocal), compôs em homenagem ao Donald. 
Uma turnê  ao nordeste foi agendada em um mesmo dia que o Renato, que  trabalhava em um estúdio e produtora na época, precisava trabalhar em um evento. Como não podia faltar com nenhum dos dois, pediu que o Gritando HC levasse um guitarrista substituto na turnê.  Le e Ritchie não gostaram da falta do Renato nos shows do nordeste e decidem dar um tempo com a banda. A banda volta após um tempo, mas substituíram o Renato pelo guitarrista Dio. Nesta época,  Renato tentou conversar  sobre não ser substituído, não queria sair da banda após quase 10 anos de dedicação, mas disseram  que não dava mais. Eles ficaram sem se falar ate 2022, quando foi lançado o Documentário da banda. Hoje, mesmo o Renato sendo co-autor de grande parte das musicas, como Velho Punk (Donald e Renato), não foi dado a ele nenhum credito sobre suas suas autorias. 
Atualmente, a unica integrante original que continua na banda é a Le, que gravou mais dois cds com a banda, o Fase Adulta (2010) e o Terra de Lobisomem em 2017. 

## Biografia
O som do Gritando HC resgata o peso e a energia do punk nacional do anos 1980, aliado a vitalidade do Hard Core americano, com letras que vão da apologia ao movimento punk, revolta social, aspectos romanticos e tudo mais que merece um grito de protesto. Desde suas primeiras apresentações em Abril de 1996, é comum para o Gritando HC, casas lotadas com público vibrante e cheio de energia. Com aproximadamente 1000 Demo-Tapes vendidas até Setembro de 1997, com boa aceitação até mesmo na Europa, o Gritando HC lançou seu primeiro CD independente, semi ao vivo, em Dezembro de 1997, agora reeditado pela Voiceprint.

## Discografia

### Àlbuns
Gritando HC (1997)

Ande de skate e destrua (2000)

ao vivo no Hangar 110 (2003)

Fase adulta (2010)

Terra de Lobisomens (2017) 

Libertariamente (2025)

## Ex integrantes
Donald - vocal (falecido)

Renato Fonseca - guitarra

Fábio - bateria

Edgar Avian - bateria (Supla)

Eduardo - bateria (La Cruz)

Amauri Motta - Guitarra

Ricardo Q-Pam - Guitarra

Pablo - baixo e vocal
Dio - guitarra e vocal
Ritchie - baixo e vocal
Tony - bateria

## Integrantes
Elaine Souza (Lê) - vocal
Leo Perez - Bateria
Fábio Carrara - Guitarra
Diego Japa - Guitarra
Diogo Vagau - Baixo